# Vol stationnaire

Vol de Syrphidae sur une fleur agitée par le vent.

Le vol stationnaire est le fait, pour un animal ou un appareil, de se tenir suspendu dans les airs, sans support ni soutien, sans se déplacer ; ou, plus précisément, de rester apparemment immobile dans l'espace par rapport à un point situé dans un référentiel terrestre.

## Animaux

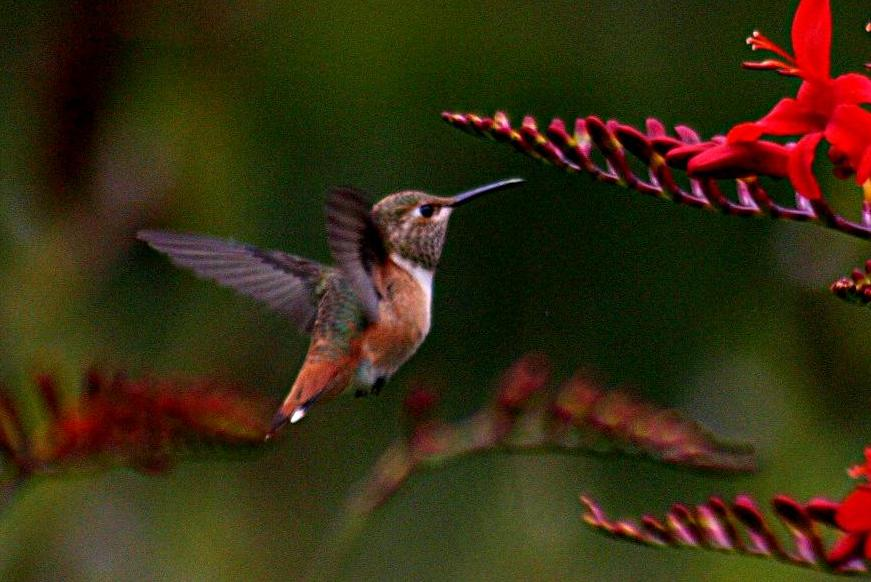
Un oiseau-mouche.

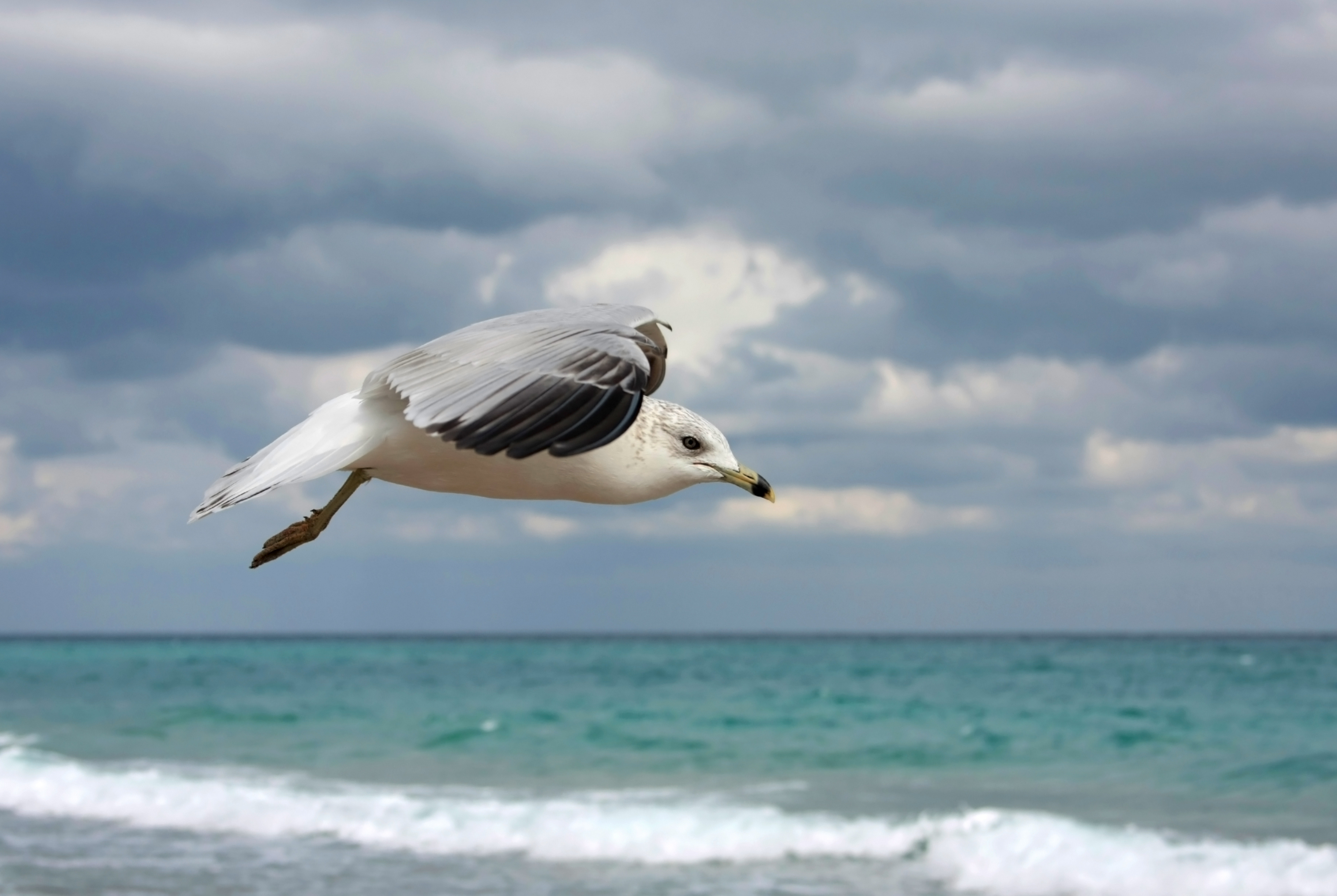
Goéland à bec cerclé (Larus delawarensis) en vol stationnaire, face au vent.

Certains insectes volants sont capables d'effectuer un vol stationnaire (la libellule notamment) ou les insectes butineurs. ou des oiseaux-mouches butinant une fleur
Certains oiseaux sont capables de rester longtemps immobiles au-dessus d'un point donné situé au sol. Il existe deux possibilités pour cela :
- dans un fluide immobile (en l’absence de vent), l'animal bat très rapidement des ailes pour assurer sa sustentation (exemple : une alouette au-dessus d'un champ[réf. nécessaire], faucon crécerelle). Il s'agit alors d'un véritable vol stationnaire ;
- par fort vent, l'animal module sa vitesse d'avancement face au vent pour que sa vitesse par rapport au sol soit nulle (exemple : oiseaux de mer). Il ne s'agit cependant pas dans ce dernier cas d'un vol stationnaire à proprement parler.[réf. nécessaire]

## Engins motorisés
Un hélicoptère effectuant des travaux aériens tels que le transport de charges à l'élingue (arbres en forêt, pylônes en montagne, etc.) ou l'hélitreuillage de personnes en détresse en mer ou en montagne, l'hélicordage d'agents des forces de l'ordre au-dessus d'un bâtiment, etc.